# Chiesa di Santa Lucia (Serra San Quirico)
La chiesa di Santa Lucia sorge nel centro storico medievale di Serra San Quirico, in provincia di Ancona, nella regione delle Marche. 
Risalente al XVII secolo, presenta uno sfarzoso interno, importante esempio del barocco italiano.
Oggi il complesso dell'ex monastero, adiacente alla chiesa, accoglie un polo museale comprendente la Cartoteca storica delle Marche - una collezione di antiche carte geografiche e mappe sulle Marche a partire dal XVI secolo, il Museo Premio Ermanno Casoli - di Arte contemporanea, il Museo di Storia naturale del territorio e la sede del Parco naturale regionale della Gola della Rossa e di Frasassi.

## Storia

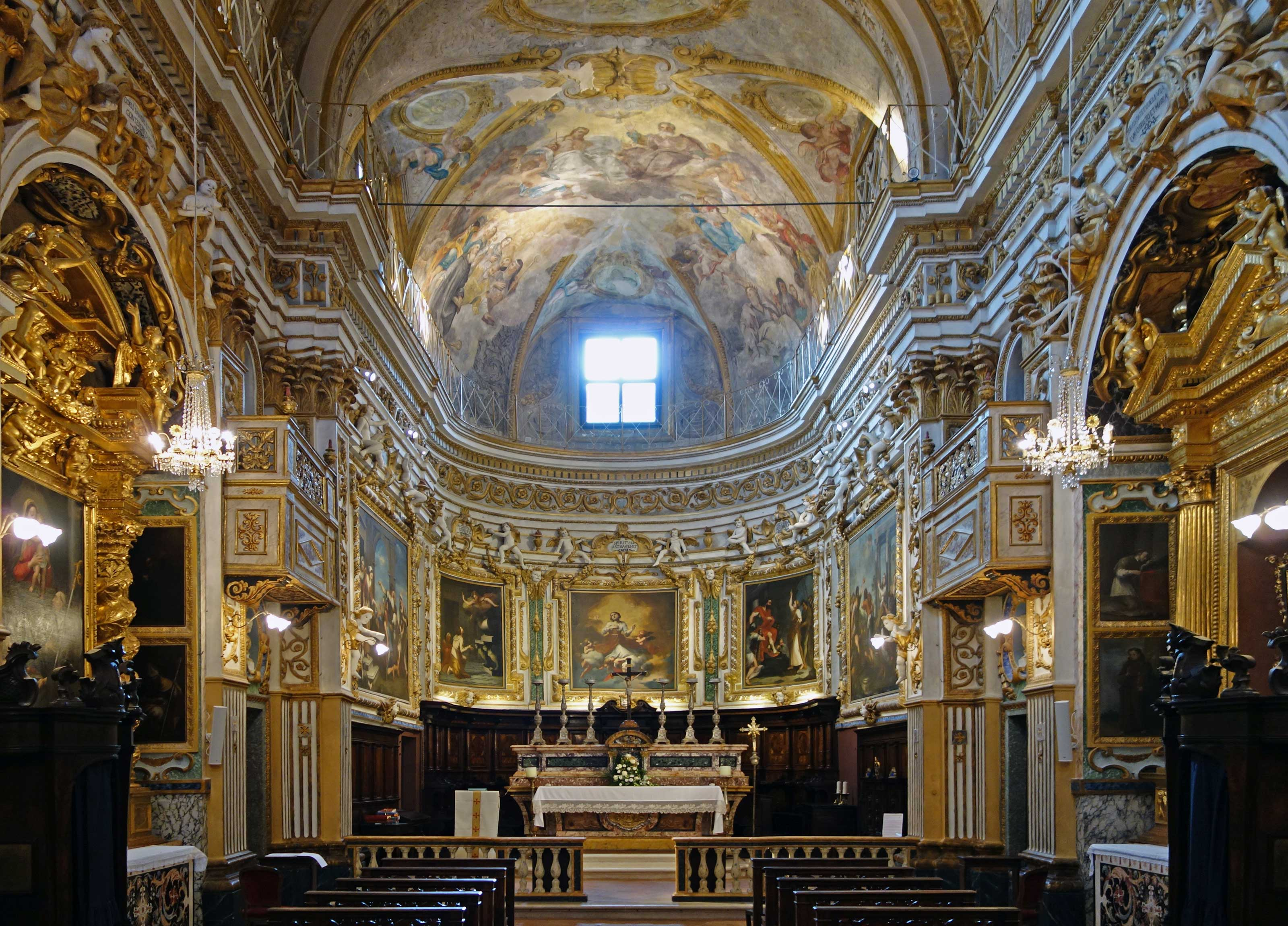
Interno barocco.

Documentata già dal 1276, la chiesa passò all'ordine sivestrino nel 1289, quando i monaci vi si trasferirono aprendo un ospizio, che divenne il "Monastero di Santa Lucia". Nel corso dei secoli la chiesa raccolse numerose reliquie di santi, tanto che nel 1504 venne elevata a parrocchia, e tale rimase fino al 1986.
Nel XVII secolo andò completamente distrutta da un terremoto e nel 1650 i monaci Silvestrini decisero di ricostruirla interamente. I lavori furono affidati allo scultore di origini francesi e già attivo a Roma, Léonard Chailleau, italianizzato in Leonardo Scaglia, detto il Francese, al quale fu chiesto di trasformare in un "abbagliante palcoscenico sacro il trionfo dell'Ordine". Il nuovo edificio venne riconsacrato nel 1726 ma subì dei danni durante il terremoto del 1741 e fu nuovamente restaurato.
Nel corso dei secoli la chiesa aveva raccolto molte reliquie di santi. La raccolta sacra era dotata anche di arredi e reliquiari in argento e legno dorato che iniziarono tuttavia a dispersi al tempo di Napoleone, quando furono asportati dai privati per salvarli dai saccheggi che seguivano la soppressione degli ordini religiosi. A questo momento risalgono anche le varie lacerazioni nelle tele della chiesa, che ricordano il trafugamento fatto dai monaci per sottrarle alla requisizione ordinata da Napoleone.

## Descrizione

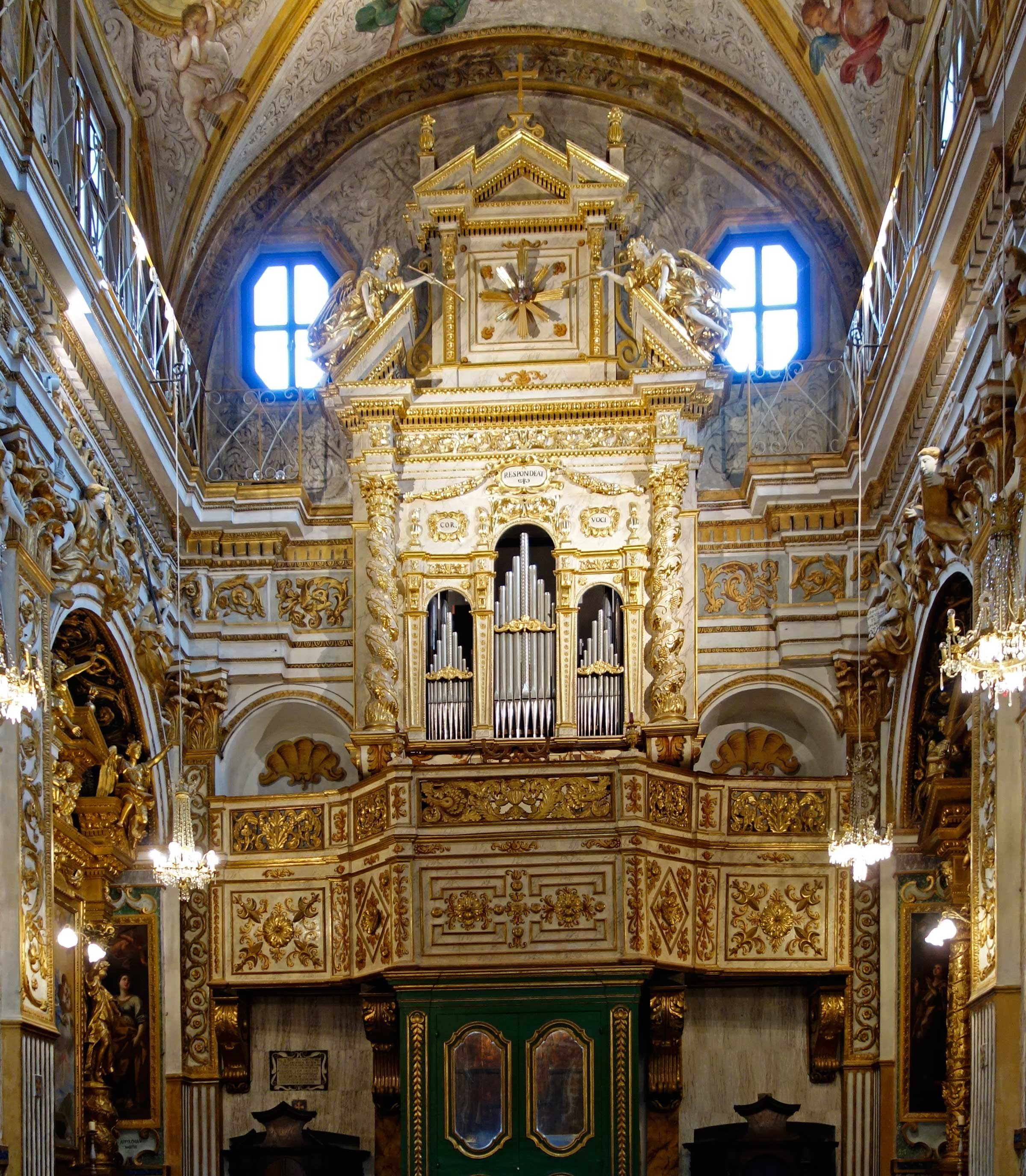
Organo del 1675-76.

La chiesa, all'esterno, si presenta in forme semplici ereditate dal primo edificio romanico: una semplice facciata aperta da due finestre quadrangolari e un portale barocco. Nonostante le ridotte dimensioni (27 metri di lunghezza, per 9 di larghezza), impressiona l'occhio per lo sfarzoso interno ricco di pitture, stucchi, intagli e dorature.
L'edificio è impostato su una pianta basilicale a navata unica. Su ciascun lato si aprono tre cappelle, tutte dotate di paliotti a intarsi policromi in scagliola. Nella seconda cappella sinistra è ospitato il dipinto Santa Lucia fra la Madonna e Santa Caterina, attribuito a Guido Reni e donato alla chiesa dal concittadino Flaminio Armezzani (1586-1676), giudice di Ferrara, che l'aveva acquistato per cento scudi.
Nell'abside vi sono cinque grandi tele raffiguranti il Martirio di Santa Lucia, opere su disegno del vicentino Pasqualino Rossi, il quale realizzò interamente solo quella centrale; le altre furono eseguite da artisti di Scuola bolognese.
L'altar maggiore, in marmi policromi, venne commissionato nel 1739 dai monaci silvestrini a Giovanni Fabbri da Sant'Ippolito, e poi consacrato alla fine dei restauri della chiesa dopo il terremoto del 1741. Attorno si snoda il coro, composto da stalli lignei in radica di noce con specchiature intarsiate.
La volta è affrescata da Giuseppe Malatesta di Fabriano. Nella navata sono rappresentati la Gloria di San Silvestro e medaglioni recanti le figure dei Beati dell'ordine; nell'abside sono San Silvestro e Santa Lucia accolti in Paradiso da Cristo e Dio Padre.
La controfacciata ospita un organo con cassa intagliata e dorata del 1675-76. Lo strumento, coevo, venne realizzato dal maestro romano Giuseppe Maria Testa.

### Opere pittoriche
- Santa Lucia fra la Madonna e Santa Caterina, tela attribuita a Guido Reni; seconda cappella di sinistra.
- Martirio di Santa Lucia, cinque tele del vicentino Pasqualino Rossi e Scuola bolognese; abside.
- Maria Santissima Assunta in Cielo, tela del 1642, Pasqualino Rossi[5]; prima cappella di destra.
- Beato Ugo, tela del viterbese Giovanni Francesco Romanelli; seconda cappella di destra.
- Madonna del Carmelo, tela di Pasqualino Rossi[5]; prima cappella di sinistra.
- Madonna con i Santi Giuseppe e Silvestro, tela del Cavalier d'Arpino[5]; terza cappella di sinistra.